# Haplogrupo H (ADN-Y)

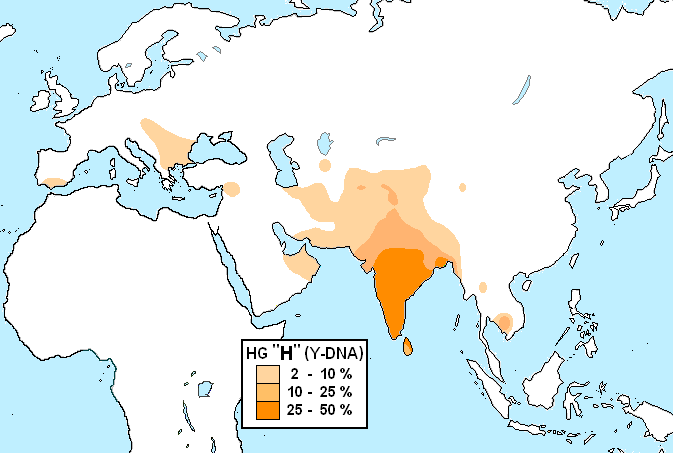
Distribución aproximada del haplogrupo H (ADN-Y).

En genética humana, el haplogrupo H es un haplogrupo del cromosoma Y humano característico de Asia del Sur. También es muy común en determinadas etnias, como sucede con el pueblo gitano. Deriva del haplogrupo F y estuvo definido desde el año 2002 por el marcador M69; pero se descubrió una rama aún más antigua, por lo que actualmente (2014) H está definido por los marcadores L901 y otros.

## Origen
Se originó aproximadamente hace 35.000 a 48.000 años en el Subcontinente indio y se considera que está bien relacionado con la población autóctona de la región, es por consiguiente típico de los pueblos dravídicos, que al encontrarse al sur se vieron menos afectados con las sucesivas invasiones históricas y del neolítico. La región se ve rodeada de complejos sistemas montañosos que durante la Edad de hielo se convertían en barreras inexpugnables que aislaron estas poblaciones durante miles de años del resto de Asia. En esta época la isla de Ceilán estaba unida al continente por un puente de tierra.

## Distribución
La frecuencia más alta la encontramos entre los gitanos (llamados también rom) con un 50 a 60%, esto confirma su origen indostánico, pues se estima que este pueblo migró hacia Occidente desde el Panyab o del valle del Indo en el siglo X. 
La principal área de distribución de este haplogrupo está en la región del Indostán y las frecuencias más importantes están al Sur de la India, dispersándose del siguiente modo:
En los drávidas de 25 a 35%, en la India en general es aproximadamente 27% variando en las tribus de la India de 25 a 35% y de las llamadas castas inferiores (30%) a las superiores (10%); en Sri Lanka 25%, en los kalasha de Pakistán 20%, en Katmandú (Nepal) 12%, en Dusambé (Tayikistán) 12%, en los Nepal Bhasa 6%, en pastunes y burushos de Pakistán 4% y en pastunes de Afganistán 6%.
Fuera del Subcontinente indio las frecuencias son menores. En Asia central se encuentra pequeños porcentajes en los kurdos de Turkmenistán (6%), en Samarcanda (Uzbekistán e Irán) y en general en uzbekos, kazajos, uigures y tibetanos. En Medio Oriente hay menores frecuencias en Siria, Emiratos Árabes Unidos, Catar y Omán; y en Europa en Ucrania y Grecia (1%).

## Subclados
El haplogrupo H está definido por los marcadores L901/M2939, M2713/Z4171, M2773, M2826/Z4221, M2856, M2896/Z4251, M2920/Z4265, M2936/Z4273, M2938, M2942/Z4276, M2945/Z4278, M2955/Z4282, M2957, M2958, M2966/Z4292, M3035/Z4329, M3052/Z4336, M3058/Z4338, M3062/Z4340, M3070/Z4346, M3076/Z4354, M3095, Z4166, Z4205, Z4309, Z13958, Z13959, Z13960, Z13961, Z13962, Z13963, Z13964 y Z13965. Son sus principales subclados:

### H1'3 (M2826)
H-M2826 es el clado principal de H, típico de la región del Indostán y con unos 45 mil años de antigüedad.
- H1 (L902/M3061)
  - H1a (M69/Page45, M370)
    - H1a* encontrado en el Panyab y Sri Lanka[5]
    - H1a1 (M52, antes H1, H1a) común en el Subcontinente indio, en India 20%[6]
      - H1a1* en Pakistán 5%
      - H1a1a (M82) predominante en gitanos, menor frecuencia en el Medio Oriente[7] y Asia central
        - H1a1a1 (Z14668, Z5870)
          - H1a1a1a (L683): poco en el subcontinente indio
          - H1a1a1b (M197): poco en el subcontinente indio, Irak y Uzbekistán.[8]

        - H1a1a2 (M97) poco India y Pakistán[1]
        - H1a1a3 (M39) poco en Asia Oriental
        - H1a1a4 (M2914) 
          - H1a1a4a (Z14588, Z5871): disperso en el Indostán, Arabia,[8] Laos y Camboya.[1]
          - H1a1a4b (Z4361): muy extendido en el subcontinente indio.
            - H1a1a4b3b (Z5888): típico del pueblo gitano, además de encontrarse en Bangladesh, India y Sri Lanka.[1]

      - H1a1b (Z4469) en Azerbaiyán, India, bengalíes de Bangladesh y Pakistán.[8]

    - H1a2 (Z5867)
      - H1a2a (Apt, Z13966, antes H2) en India 2%, especialmente al Sureste.[6] Poca frecuencia en Grecia[9]
        - H-Y25630 en Nepal[8]
        - H-Z13973 en Andhra Pradesh (India)[8]

      - H1a2b (Z14258) disperso en el Indostán[8]

    - H-P254 (antes H3) en Sri Lanka[10]

  - H1b (B108) en Birmania.[1]

- H3 (Z5857, antes F*) característico del subcontinente indio; encontrado en hablantes de télugu (India), en tamiles de Sri Lanka y poco en Pakistán.[11]

### H2 (P96)
El haplofrupo H2 (P96, M282, L285; antes F3) se encontró al Sur de Irán, Sur de la India, Armenia y raro en Países Bajos. También en Cerdeña (Italia), Rumania, Ucrania y Kuwait. Se considera que emigró a Europa procedente de agricultores de Anatolia conjuntamente con el haplogrupo G durante el Holoceno medio.
- H-Y28140: Se halló en Melitene (Capadocia), en restos de hace unos 5800 años.[8]
- H-FT1696: Presente en Europa desde la Edad del Cobre, hallándose en Lacio (Italia, hace unos 5000 años), Irlanda (5500) y en el Calcolítico en España (4700) y Portugal (4400 años), y actualmente se encuentra de forma relicta disperso por Europa.[8]